# Joseph Anthelme Fournier
Pour les articles homonymes, voir Fournier.
Joseph Anthelme Fournier, né le 15 mars 1854 à Peyrieu et mort le 23 juin 1928 à Paris, est un général français qui commande la place de Maubeuge lors du siège de la ville en 1914.

## Biographie
Joseph Fournier nait le 15 mars 1854 à Peyrieu, dans l'Ain, au sein d'une famille d'agriculteurs. Il intègre l'École Polytechnique puis l'École d'application de l'artillerie et du génie en 1876.
Affecté à sa sortie au 1er Régiment du Génie, il alterne des affectations en régiment et en état-major jusqu'en 1910. Le 4 février 1910, le colonel Fournier est nommé à Bizerte et le 8 novembre, il accède au grade de général de brigade et au poste de gouverneur de la place de Bizerte.

### Siège de Maubeuge
Le général Fournier est nommé gouverneur de Maubeuge le 9 février 1914 et prend son poste le 27 mars. La place forte est alors dans un état déplorable et le général alerte le commandement à Paris de la quasi impossibilité pour Maubeuge de remplir son rôle dans le dispositif de défense de la frontière prévu en cas de guerre avec l'Allemagne. Dès la fin du mois de juillet 1914, il fait exécuter d'importants travaux pour mettre en état de défense le périmètre du camp retranché de Maubeuge.
Irrité par ses rapports alarmistes, le ministre de la Guerre le révoque, le 8 août 1914, et envoie le général Paul Pau et le général Georges Raymond Desaleux pour inspecter la place. Devant le témoignage de ces deux généraux, le ministre rapporte sa décision, mais la confiance entre la population et le gouverneur est rompue,.
Le 24 août 1914, les armées franco-britanniques refluent au sud de Maubeuge, et la place est investie par le 7e corps allemand du général Hans von Zwehl le 29 août. Malgré le déluge d'obus de gros calibres qui transpercent les défenses obsolètes des forts entourant la ville, la garnison résiste une dizaine de jours. Le 6 septembre au soir, le général Fournier réunit un conseil de guerre qui conclut que la résistance n'est plus possible, et repousse la proposition du gouverneur de continuer le combat en se repliant sur le fort du Bourdieu. La place de Maubeuge capitule le 8 septembre au matin, et le général Fournier part en captivité ; il y restera jusqu'à la fin de la guerre.
Traduit devant un conseil de guerre comme tous les gouverneurs ayant capitulé, il est acquitté le 18 mai 1920.
Le général Fournier meurt à Paris le 23 juin 1928 et est enterré au cimetière des Batignolles.

### Famille
Joseph Fournier épouse le 28 mars 1889 Louise Chartron. Le couple a trois enfants, Henri, Pierre et Jeanne.

## Distinctions
Joseph Fournier est fait chevalier de la Légion d'honneur le 12 juillet 1897, officier le 30 décembre 1911 puis commandeur à compter de juin 1920.
Le général Fournier est aussi grand-officier du Nichan Iftikhar.